# Max Littmann
Bernhard Max Littmann (ur. 3 stycznia 1862 w Chemnitz, zm. 20 września 1931 w Monachium) – niemiecki architekt, znany z projektów gmachów teatralnych, między innymi w Monachium, Stuttgarcie i Poznaniu.

## Życiorys
Studia odbył w Akademii Rzemiosła w Chemnitz i w Wyższej Szkole Technicznej w Dreźnie, między innymi u Karla Roberta Weißbacha. W 1885 wyjechał do Monachium, gdzie utrzymywał kontakty z Friedrichem Thierschem i Gabrielem von Seidlem. Następnie odbył podroż studialną do Włoch i Paryża. Od 1888 był samodzielnym architektem w Monachium.
Przez małżeństwo z Idą Heilman w 1891 stał się współwłaścicielem przedsiębiorstwa budowlanego Heilman. W marcu 1892 Littman wraz z teściem Jakobem Heilmanem założyli firmę Heilman & Littmann, Bau und Immobilien AG. Littmann wycofał się z przedsiębiorstwa w 1906, by mieć więcej czasu na własne realizacje architektoniczne.
Littmann uznawany był za wiodącego specjalistę w zakresie budowy teatrów, preferował formy klasycystyczne.

## Wybrane dzieła
- 1910–1913 – kompleks sanatoryjny w Bad Kissingen[1][3]
- 1909 – Teatr Miejski w Poznaniu[1]
- 1908–1912 – Teatr Miejski w Stuttgarcie[1]
- 1907–1908 – Niemiecki Teatr Narodowy w Weimarze[4]
- 1907 – Künstlertheater w Monachium (zniszczony)[1]
- 1905–1908 – gmach Instytutu Anatomii Uniwersytet Ludwika i Maksymiliana w Monachium przy Pettenkoferstrasse 11
- 1905–1907 – Schillertheater przy Bismarckstrasse 110 w Berlinie (zniszczony)[1]
- 1904–1905 – teatr w Bad Kissingen[5]
- 1904–1905 – gmach domu towarowego Oberpollinger przy Neuhauser Strasse 18 w Monachium[6]
- 1899–1900 – Orlandohaus przy Platzl 4 w Monachium[7]
- 1899–1901 – Prinzregententheater w Monachium[1]
- 1898–1899 – dom zdrojowy w Bad Reichenhall[8]
- 1896 – Hofbräuhaus am Platzl w Monachium[1]

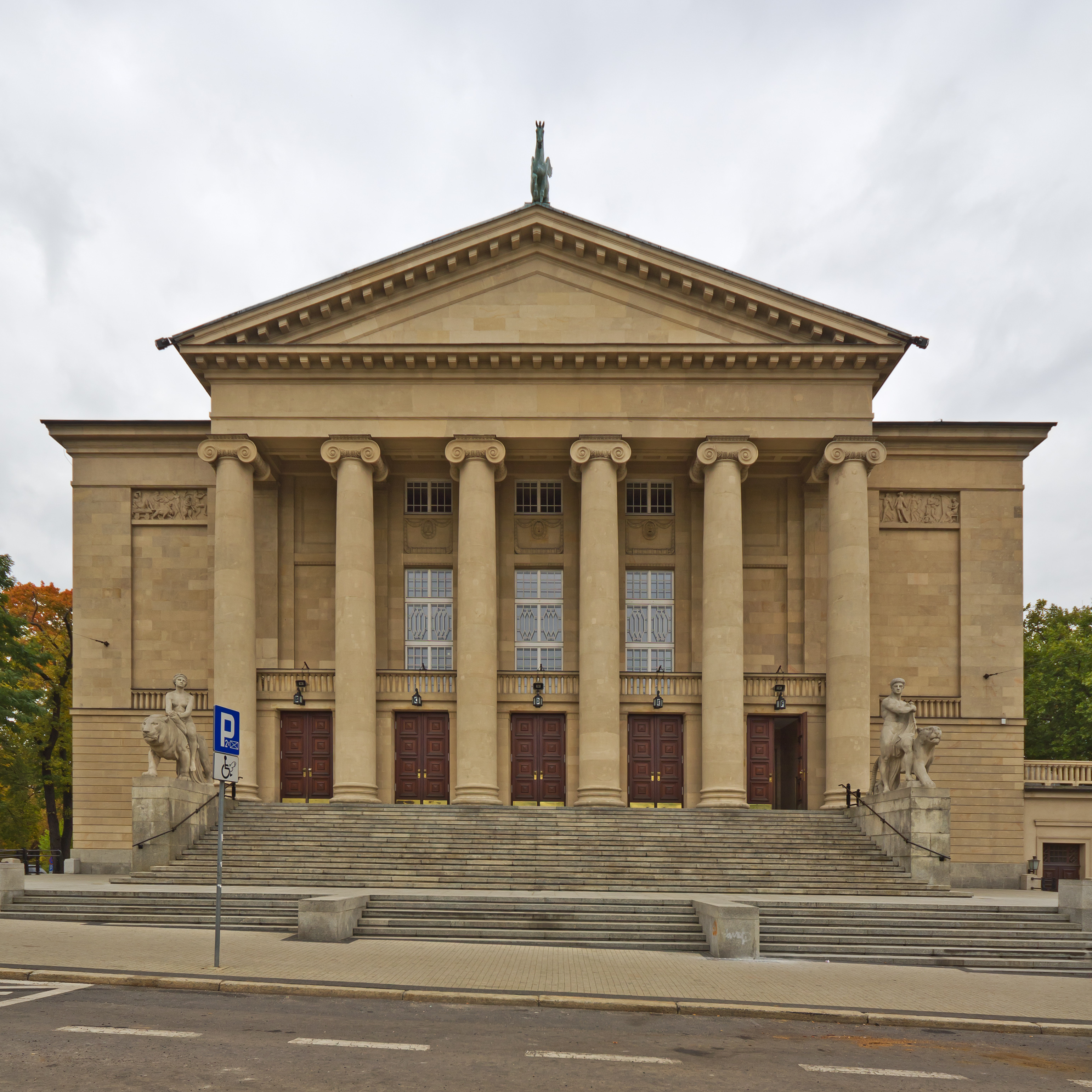
Max Litmann: Teatr Wielki w Poznaniu

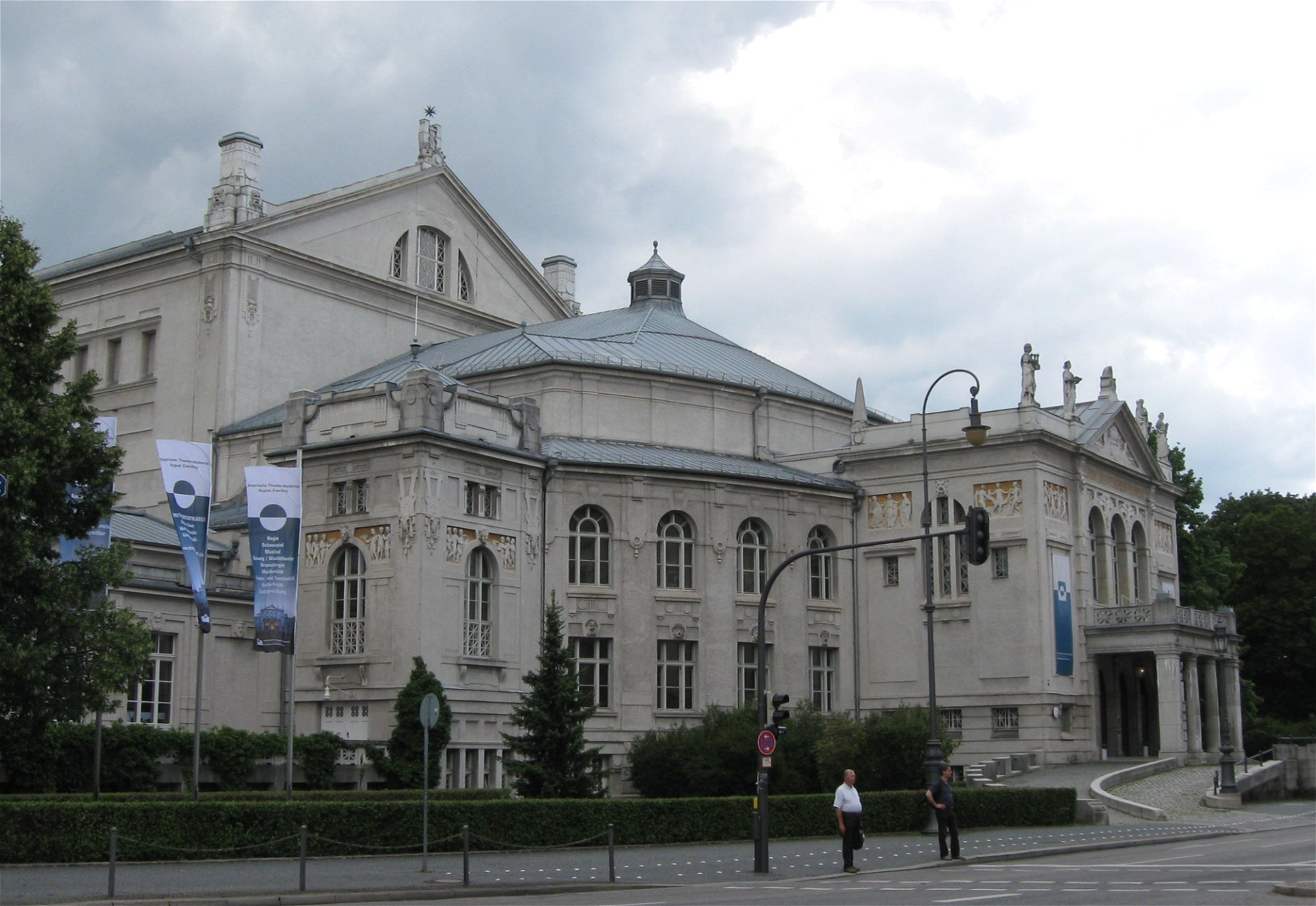
Max Litmann: Prinzregententheater w Monachium

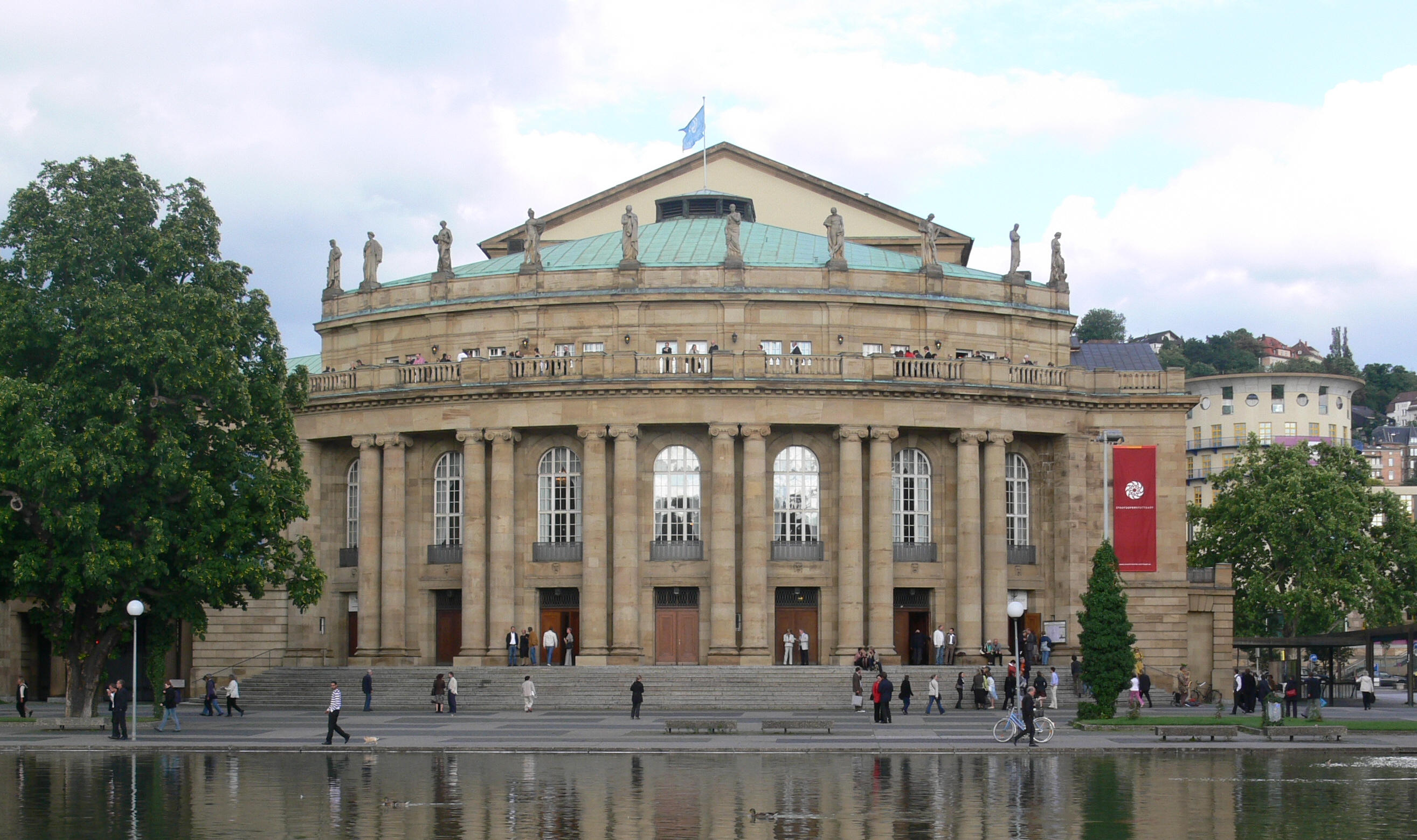
Max Litmann: opera w Stuttgarcie

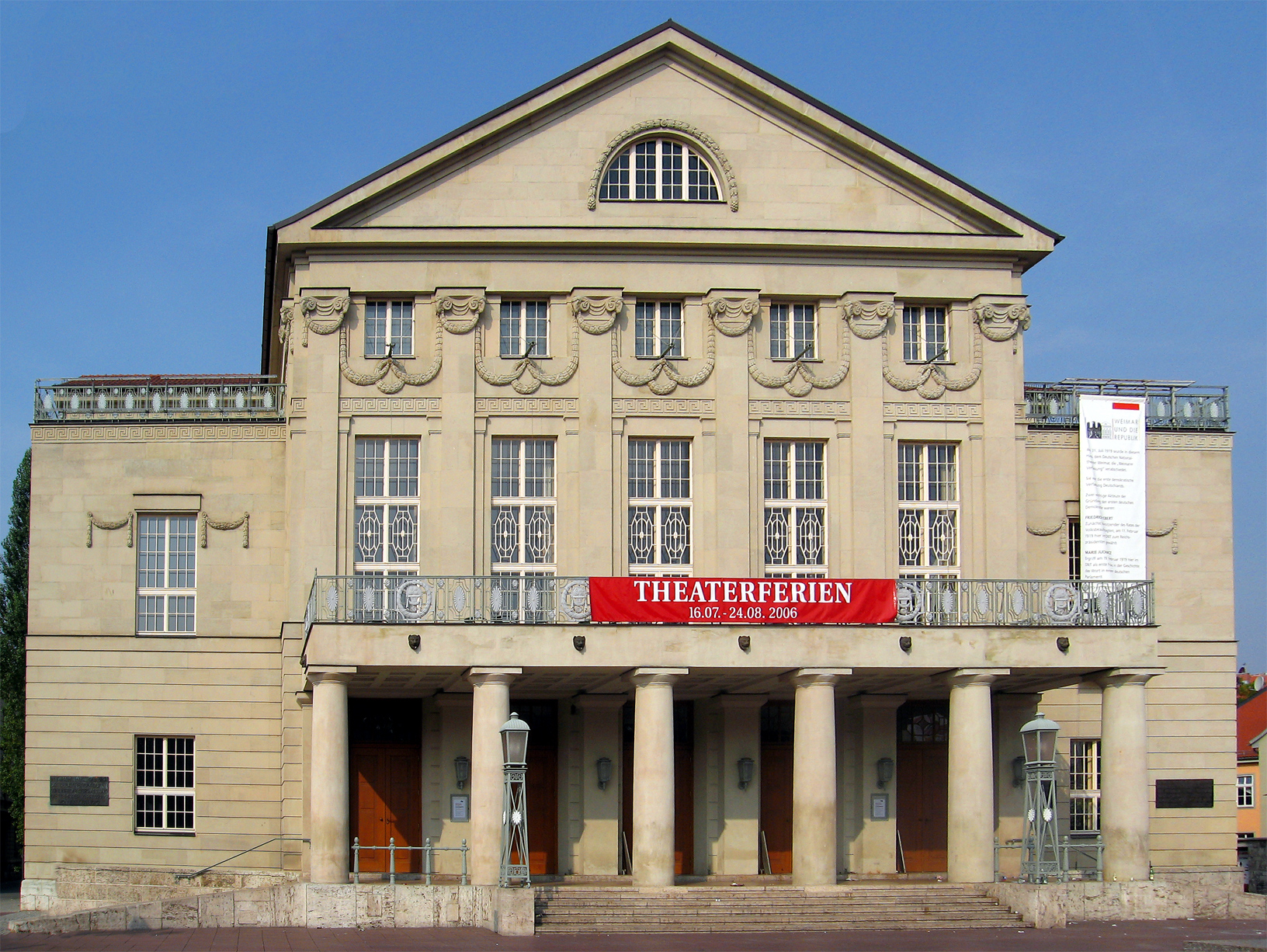
Max Litmann: Teatr Narodowy w Weimarze

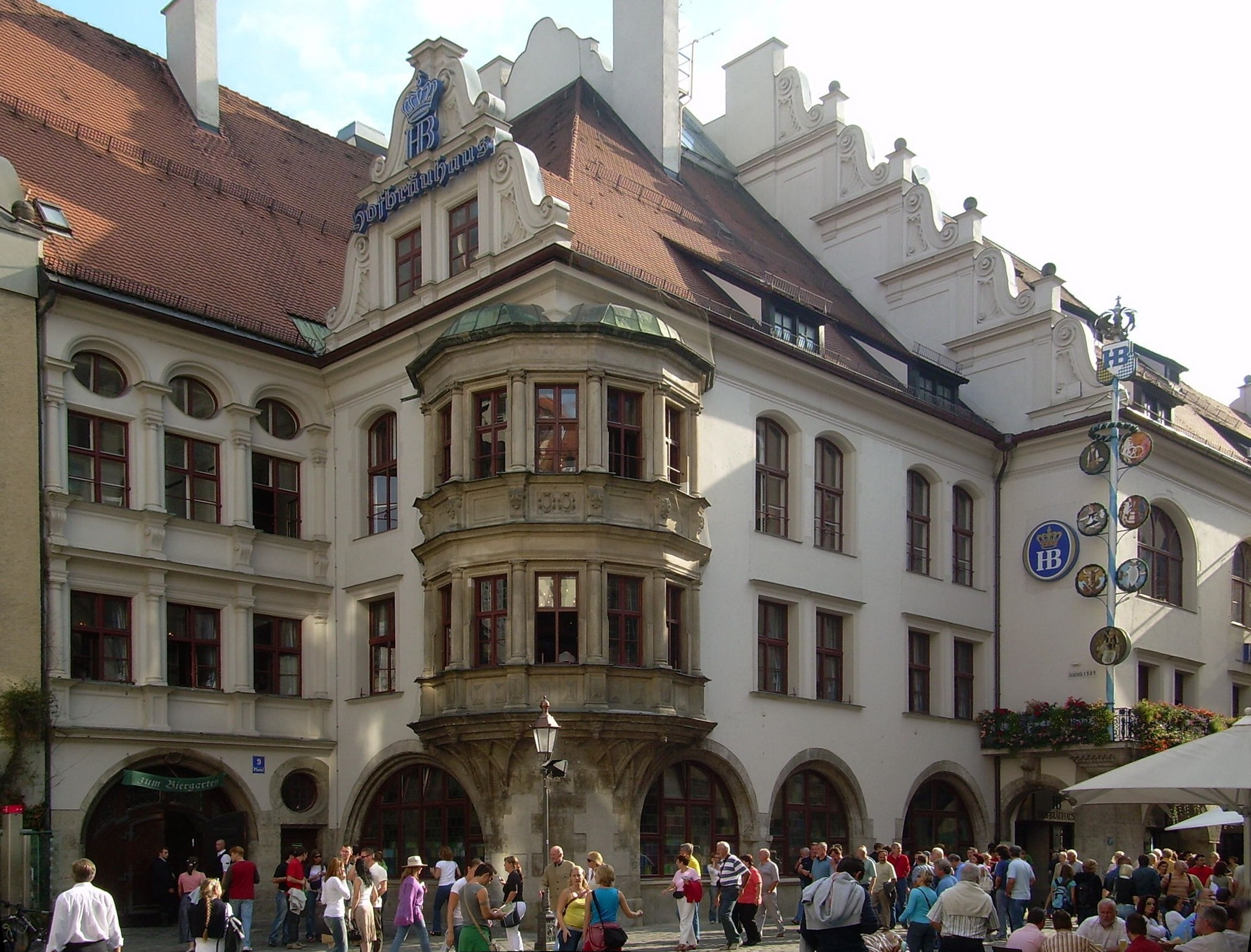
Max Litmann: Hofbräuhaus am Platzl w Monachium